# Condom-d'Aubrac
Condom-d'Aubrac è un comune francese di 325 abitanti situato nel dipartimento dell'Aveyron nella regione dell'Occitania.

## Società

### Evoluzione demografica
Abitanti censiti